# Hippolyte Lucas (Entomologe)

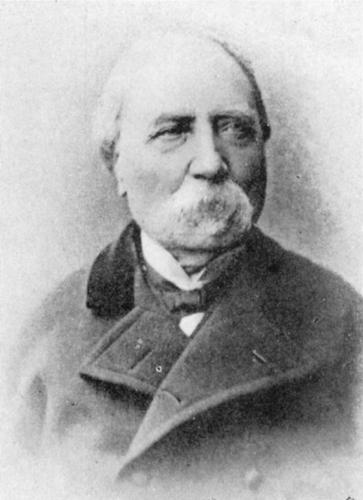
Entomologe Hippolyte Lucas

Pierre Hippolyte Lucas (* 17. Januar 1814 in Paris; † 5. Juli 1899 ebenda) war ein französischer Entomologe und Arachnologe.

## Leben
Sein Bruder Prosper Lucas (1808–1885) war Arzt, dessen Arbeiten auf dem Gebiet der Vererbung im 19. Jahrhundert vielfach gelesen wurden.
Er war zunächst als wissenschaftlicher Gehilfe und auch Präparator, später als Assistent am Muséum national d’histoire naturelle in Paris tätig. Von 1839 bis 1842 war er in einer wissenschaftlichen Kommission zur Erforschung Algeriens beteiligt und beschäftigte sich vor allem mit der Entomologie des Landes. Er veröffentlichte Arbeiten über die Spinnentiere der Kanarischen Inseln (1838), Kretas (1853), Brasiliens (1857) und Kubas (1857).
Sein Bruder war der französische Mediziner Prosper Lucas (1805–1885), der Autor des Werkes Traité philosophique et physiologique de l'hérédité naturelle (Paris 1850) war.

## Werke
- Lucas, H.: Histoire naturelle des lépidoptères exotiques. Ouvrage orné de 200 figures peintes d'après nature par Pauquet et gravées sur acier. Paris: Pauquet, Bibliothèque Zoologique, 1835
- Lucas, H.: 1849. Histoire naturelle des animaux articulés. Exploration scientifique de l'Algérie, pendant les années 1840, 1841 et 1842 ... Paris, Imprimerie Nationale (1844–1849).Published in 25 Volumes this work contains 122 fine engraved plates.
- Lucas, H.: 1856. [Untitled. Eingeführt durch "MH Lucas fait la connaître beachten suivante."]. Ann. Soc. Entomol. Fr. (Bull.) (3) 4: xix-xxi
- zusammen mit Marc Athanase Parfait Œillet Des Murs: Observations sor un nouveau genre d'Alouette de l'Afrique septentrionale, et sur quefques espèces d'Oiseaux déjà connus; par MM. O. Des Murs et H. Lucas (pl.1). In: Revue et Magasin de Zoologie Pure et Appliquée. Band 3, 1851, S. 24–33 (online [abgerufen am 14. September 2011]).
- Lucas, H.: Description de nouvelles Espèces de Lépidoptères appartenant aux Collections entomologiques du Musée de Paris Revue Mag. Zool. (2) 4 (3): 128-141 (1852) 4 (4): 189-198 (1852) 4 (6): 290-300 (1852) 4 (7): 324-343 (1852) 4 (9): 422-432, pl. 10 (1852) 5 (7): 310-322 (1853)
- Lucas, H.: Animaux nouveaux ou rares, recuillis pendant l'expédition dans les parties centrales de l'Amérique du Sud, de Rio de Janeiro a Lima et de Lima au Pará; executée par ordre du gouvernement français pendant les années 1843 a 1847 sous la direction du Comte Francis de Castelnau. Entomologie Voy. Cast. 3: 197-199, pl. 1-2 (Lepidoptera) (1859)
- Lucas, H: Arachnides, Myriapodes et Thysanoures. In: M. P. Barker-Webb, S. Berthelot (Hrsg.): Histoire Naturelle des Iles Canaries. Band 1 Teil 2. Béthune, Paris 1843 (online [abgerufen am 6. Januar 2013]).